# Luc-la-Primaube
Luc-la-Primaube is een gemeente in het Franse departement Aveyron in de regio Occitanie. De gemeente telde 6.054 inwoners op 1 januari 2022. De plaats maakt deel uit van het arrondissement Rodez en ligt in de streek Ségala.

## Geschiedenis
Tijdens het ancien régime lagen er twee parochies op het grondgebied van de huidige gemeente: Luc en La Capelle Saint-Martin. Luc was een heerlijkheid terwijl in La Capelle Saint-Martin sinds 1203 een priorij was die afhing van de Abdij van Bonnecombe. In 1785 werd de koninklijke weg tussen Montauban en Montpellier in gebruik genomen. Die volgde grotendeels het parcours van een oude Romeinse weg. Nabij Luc kwam er een halteplaats, Baraque-de-la-Primaube. Na de Franse Revolutie werden de genoemde parochies opgenomen in de toenmalige gemeente Ceignac. De gemeente Luc werd opgericht in 1829. In 2005 veranderde Luc de naam in Luc-la-Primaube. La Primaube was immers het voornaamste bevolkingscentrum geworden van de gemeente met ongeveer twee derde van de bevolking. Dit hangt samen met de komst van de spoorweg in La Primaube in 1903. Hierdoor groeide de plaats en nam verschillende voormalige dorpen in zich op.
Tot het einde van de 19e eeuw was de economie bijna uitsluitend gericht op de landbouw. In de tweede helft van de 20e eeuw groeide de gemeente door de bouw van stuwdammen op de Lévézou en door andere infrastructuurwerken in de regio. Er werden ook bedrijventerreinen en een winkelcentrum aangelegd.

## Geografie
De oppervlakte van Luc-la-Primaube bedroeg op 1 januari 2022 26,85 vierkante kilometer; de bevolkingsdichtheid was toen 225,5 inwoners per km².
Naast Luc en La Primaube telt de gemeente verschillende dorpen: Veyrac, Calzins, La Boissonnade, Planèzes, Serin, Ruols, Moussens, Le Cros en La Capelle Saint-Martin.
De onderstaande kaart toont de ligging van Luc-la-Primaube met de belangrijkste infrastructuur en aangrenzende gemeenten.

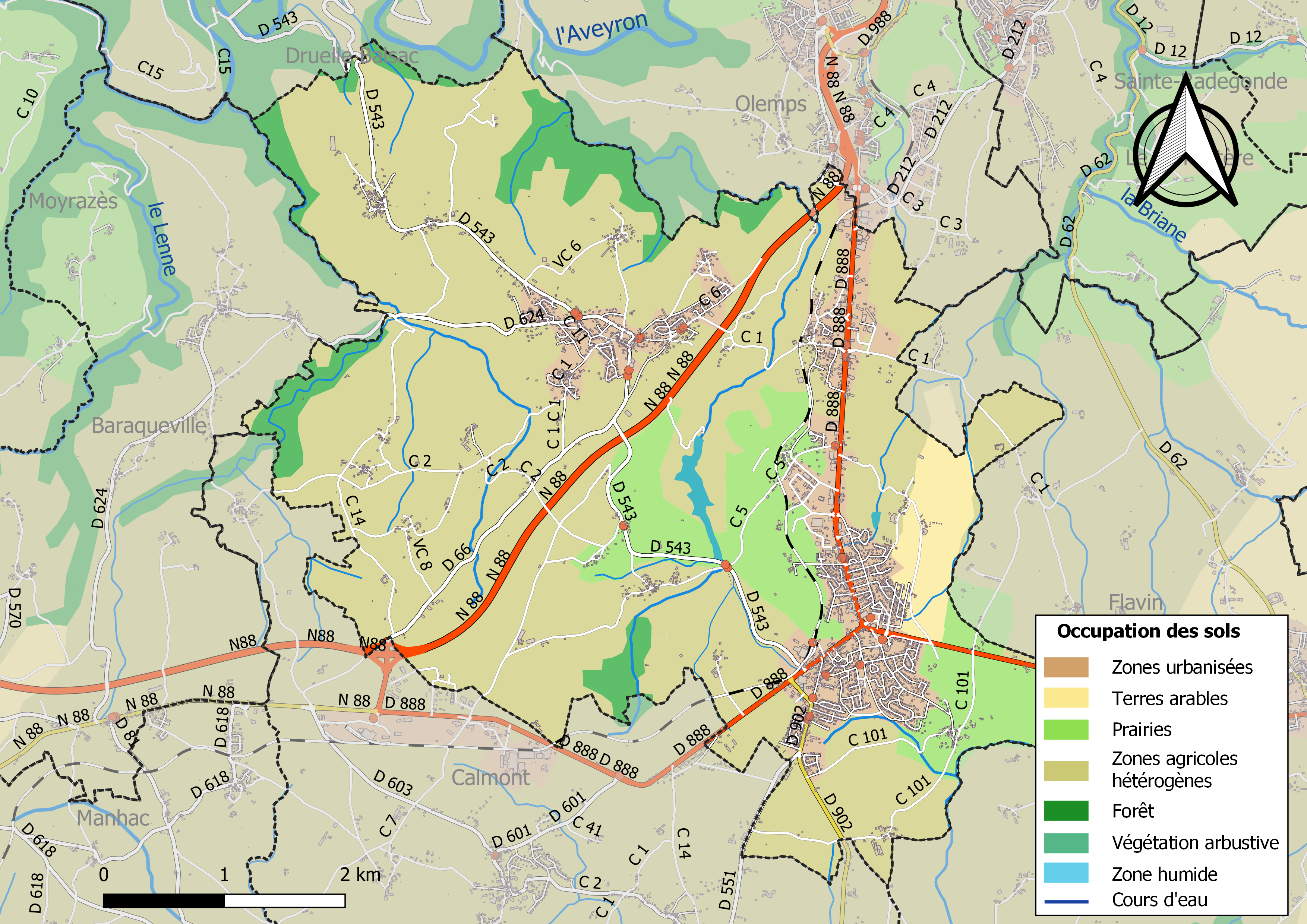

## Verkeer
In de gemeente ligt de spoorweghalte Luc-Primaube.

## Demografie
Onderstaande figuur toont het verloop van het inwonertal (bron: INSEE-tellingen).

Vanwege een beveiligingsprobleem met de MediaWiki Graph-software is het momenteel niet mogelijk deze grafiek weer te geven. Zodra de software is bijgewerkt zal de grafiek vanzelf weer zichtbaar worden.